# Línea M-470 (Campo de Gibraltar)
La Línea M-470 o Bus Playa es una ruta de transporte público en autobús del Consorcio de Transporte Metropolitano del Campo de Gibraltar. Siendo un servicio especial de verano, circula entre finales de junio y principios de septiembre.
Se puso en marcha con el objetivo de proporcionar a las localidades de San Pablo de Buceite, Jimena de la Frontera, Castellar de la Frontera y San Martín del Tesorillo un transporte público a la playa de Torreguadiaro, en el término municipal de San Roque.
En las estaciones de ferrocarril de Jimena de la Frontera y Almoraima existe correspondencia con el tren regional, con lo que las poblaciones de la Serranía de Ronda también tienen conexión con el Bus Playa.
En primer término, el autobús circula entre San Pablo y Torreguadiaro pasando por Jimena y Castellar. Posteriormente pone rumbo a Tesorillo para terminar otra vez en Torreguadiaro.

## Recorrido y paradas

### Sentido Torreguadiaro
| Parada                            | Común con | Municipio                | Zona |
| --------------------------------- | --------- | ------------------------ | ---- |
| San Pablo de Buceite              |           | Jimena de la Frontera    | G    |
| Jimena de la Frontera             |           | Jimena de la Frontera    | G    |
| Estación de Jimena de la Frontera |           | Jimena de la Frontera    | G    |
| Castellar Av. Adelfas             |           | Castellar de la Frontera | D    |
| Castellar Av. Rosas               |           | Castellar de la Frontera | D    |
| Estación de Almoraima             |           | Castellar de la Frontera | D    |
| E. S. Montilla                    |           | San Roque                | E    |
| Puerto de Sotogrande              |           | San Roque                | E    |
| Torreguadiaro                     |           | San Roque                | E    |
| San Martín del Tesorillo          |           | San Martín del Tesorillo | E    |
| El Secadero                       |           | Casares                  | E    |
| San Enrique de Guadiaro           |           | San Roque                | E    |
| Torreguadiaro                     |           | San Roque                | E    |

### Sentido San Pablo de Buceite
| Parada                                          | Común con   | Municipio                | Zona |
| ----------------------------------------------- | ----------- | ------------------------ | ---- |
| Torreguadiaro                                   | M-240       | San Roque                | E    |
| San Enrique de Guadiaro                         | M-240 M-271 | San Roque                | E    |
| El Secadero                                     | M-271       | Casares                  | E    |
| San Martín del Tesorillo                        | M-271       | San Martín del Tesorillo | E    |
| Torreguadiaro                                   | M-240       | San Roque                | E    |
| Puerto de Sotogrande (Las Camelias)             | M-240       | San Roque                | E    |
| E. S. Montilla                                  |             | San Roque                | E    |
| Estación de Almoraima                           |             | Castellar de la Frontera | D    |
| Av. Las Rosas (Castellar)                       |             | Castellar de la Frontera | D    |
| Av. Adelfas (Castellar)                         |             | Castellar de la Frontera | D    |
| Estación de Jimena de la Frontera (Los Ángeles) |             | Jimena de la Frontera    | G    |
| Jimena de la Frontera                           |             | Jimena de la Frontera    | G    |
| San Pablo de Buceite                            |             | Jimena de la Frontera    | G    |